# Концерт для фортепіано з оркестром № 19 (Моцарт)
Концерт для фортепіано з оркестром № 19 фа мажор (KV 459) Вольфганга Амадея Моцарта написаний 1784 року у Відні.
Складається з трьох частин:
1. Allegro
2. Allegretto
3. Allegro assai